# Edderton
Edderton (gälisch: Eardardan) ist ein Dorf in der schottischen Council Area Highland in der traditionellen Grafschaft Ross-shire.
Es liegt nahe dem Dornoch Firth etwa 13 km nördlich von Invergordon und 35 km nördlich von Inverness. Die A9, die Edinburgh mit Thurso verbindet überspannt den Dornoch Firth nur wenige Kilometer von Edderton entfernt.
In Edderton befindet sich seit 1790 die Whiskybrennerei Balblair. Wenige hundert Meter nordöstlich von Edderton ist der bronzezeitliche Menhir Clach Biorach zu finden. Auf dem Friedhof der Edderton Old Parish Church steht ein piktischer Symbolstein.

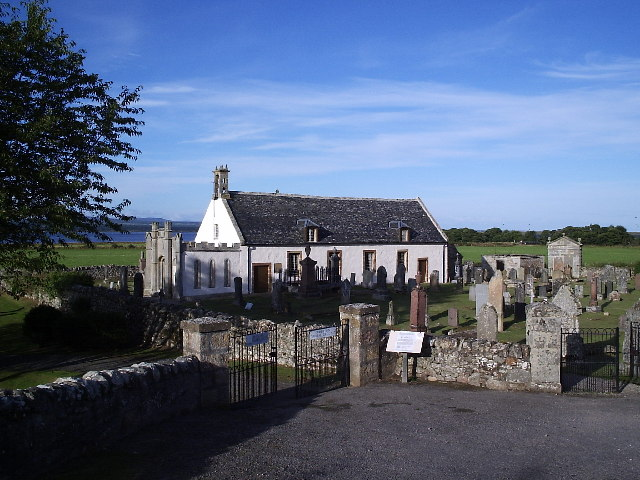
Alte Kirche von Edderton
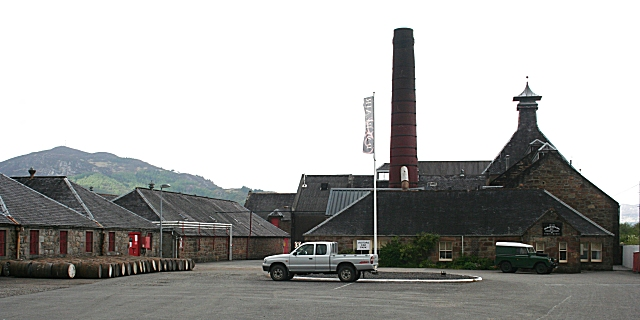
Balblair-Brennerei
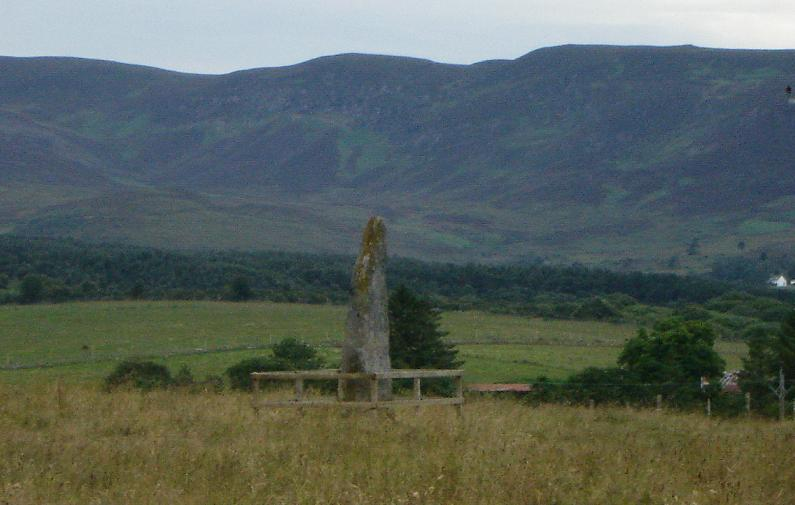
Clach Biorach
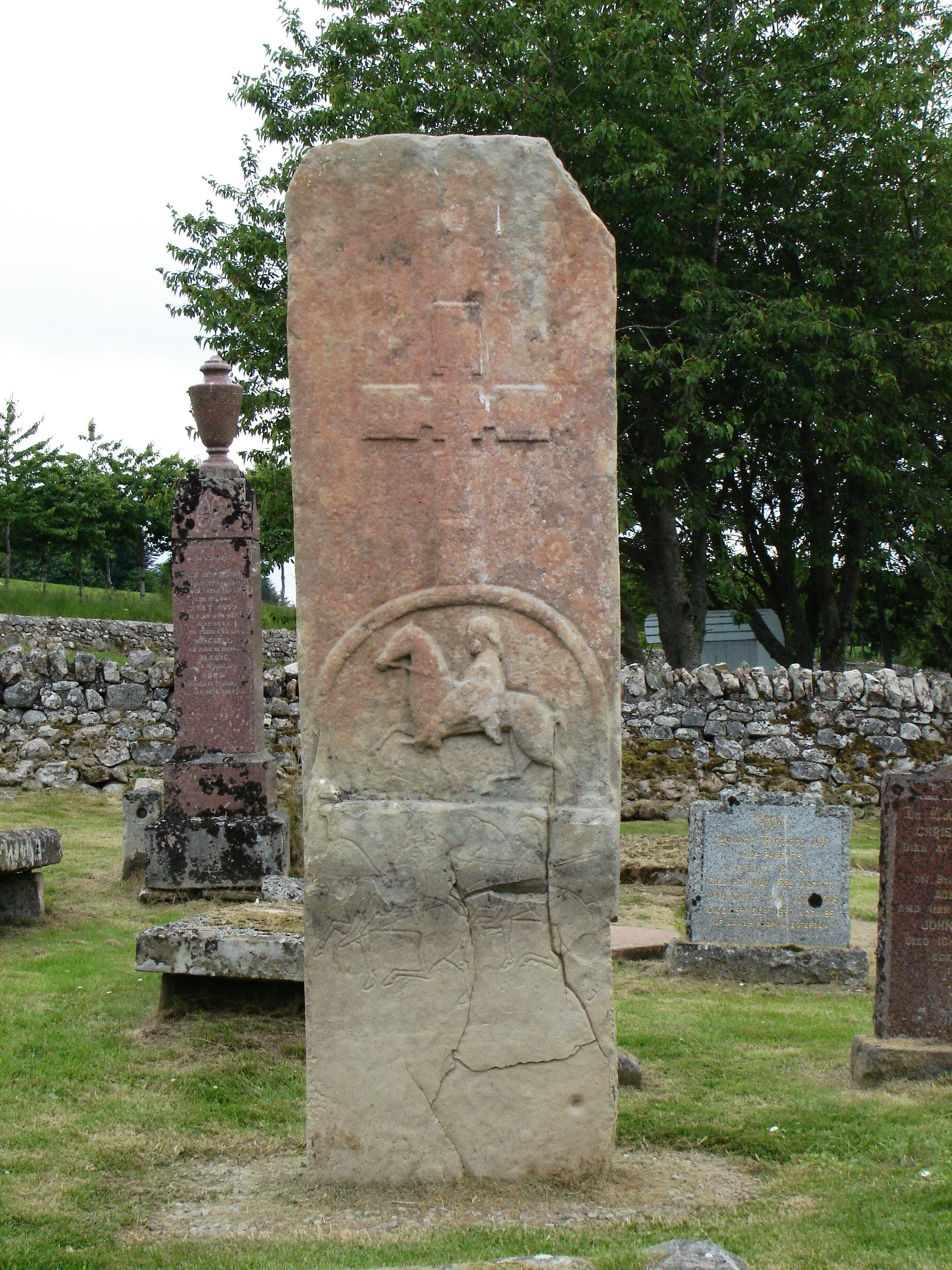
Piktischer Symbolstein